# Agroecomyrmex
Agroecomyrmex este un gen dispărut din subfamilia de Formicidae Agroecomyrmecinae, pentru care este genul tip. Genul conține o singură specie descrisă, ''Agroecomyrmex duisburgi. Agroecomyrmex este cunoscut dintr-un grup de fosile din Eocenul Mijlociu care au fost găsite în Europa.

## Istorie și clasificare
Atunci când a fost descris "Agroecomyrmex", era cunoscut numai din cinci fosile separate, lucrătorul holotip, numărul 639/10246 plus trei lucrători paratip și o singură femelă paratipă, care sunt fosilizate ca inclusii în bucăți transparente de chihlimbar baltic.  Chihlimbarul baltic are o vechime de aproximativ patruzeci și șase de milioane de ani, fiind depozitat în timpul stadiului Lutețian al Eocenului Mijlociu.  Există dezbateri cu privire la familia de plante din care a fost produs chihlimbarul, cu dovezi care susțin rudele  Agathis, fie ale unei rude Pseudolarix.  Toate exemplarele de tip au fost colectate în urmă cu peste 125 de ani, iar când au fost descrise pentru prima dată au făcut parte din colecția de chihlimbar de la Universitatea din Königsberg. Fosilele au fost studiate pentru prima dată de entomologul austriac Gustav Mayr care a plasat specia în genul viu Myrmica.  Descrierea tip a lui Mayr din 1868  a noii specii a fost publicată în revista Beitrage zur Naturkunde Preussens".
Specia a fost mutată în noul gen Agroecomyrmex într-o scurtă notă în 1910 de către William Morton Wheeler. Wheeler s-a extins și a oferit o descriere completă a noului gen în lucrarea sa din 1915 Furnicile chihlimbarului baltic.  În descriere, Wheeler a recunoscut morfologia foarte distinctă a speciei și că nu era strâns legată de specia Myrmica.  De la descrierea sa au fost descrise alte două genuri înrudite, genul Eocen târziu Eulithomyrmex, din Formațiunea Florissant din Colorado, și genul viu Tatuidris din America Centrală și de Sud.  Plasarea grupului s-a schimbat de mai multe ori, genurile fiind plasate în tribul Myrmicinae Agroecomyrmecini din 1930 până în 2003.  Plasarea tribului a fost contestată în 2003 de Barry Bolton care a sugerat o relație mai strânsă între grup și subfamiliile „poneromorfe”. în plus față de relația sugerată, Bolton a mutat tribul din Myrmicinae într-o nouă subfamilie, Agroecomyrmecinae.

## Descriere
Noul gen a fost descris de la o femelă înaripată completă și de la patru lucrători, toți lucrătorii fiind conservați într-o poziție ondulată, blocând detalii în general, se estimează că femela ar fi fost în jur de 5,5 mm în timp ce lucrătorii variază între 4 și 5 mm. Indivizii de A. duisburgi au capete aproape pătrate, fiind doar puțin mai lungi decât lați, și ușor mai lați în spate decât în față. Indivizii au ochii mici, foarte convecși în formă care sunt plasați în apropierea marginii din spate a capsulei capului și complet lipsiți de oceli. Mandibulele sunt scurte și rotunjite, și au 5 dinți inegali. Antenele sunt compuse din treisprezece segmente, terminalul trei formând o formă distinctă. Capul și toracele au o structurare puternic reticulată la exoschelet și având o colorare complet neagră. Agroecomyrmex poate fi separat de Eulitomyrmex pe baza caracteristicilor capului, Agroecomyrmex afișând mandibule mai mari și antene mai mici.